# Władysław Kulpa
Władysław Kulpa – polski matematyk specjalizujący się w topologii, w szczególności w twierdzeniach faktoryzacyjnych, przestrzeniach linowo uporządkowanych, stopniu odwzorowań, zastosowaniach metod topologicznych w ekonomii. Profesor na Uniwersytecie Kardynała Stefana Wyszyńskiego w Warszawie.

## Życiorys
W 1968 uzyskał magisterium z matematyki w zamiejscowym oddziale Uniwersytetu Jagiellońskiego w Katowicach, przekształconym w Uniwersytet Śląski; promotorem był profesor Jerzy Mioduszewski. W 1973 otrzymał stopień doktora na Uniwersytecie Śląskim w Katowicach na podstawie rozprawy O przestrzeniach jednostajnych, której promotorem także był profesor Jerzy Mioduszewski. Habilitację uzyskał w 1981 na tej samej uczelni. Tytuł naukowy profesora otrzymał w 1993 roku. Od 1967 był zatrudniony na Uniwersytecie Śląskim, a następnie na Uniwersytecie Kardynała Stefana Wyszyńskiego w Warszawie. 
Swoje prace publikował m.in. w „Colloquium Mathematicum”, „Proceedings of the American Mathematical Society”, „Fundamenta Mathematicae”, „Topological Methods in Nonlinear Analysis" oraz „Topology Proceedings". 

## Wypromowani doktorzy
- 1985 – Szymon Plewik,
- 1994 – Jan Kleszcz,
- 1998 – Piotr Urbaniec,
- 1999 – Jerzy Krzempek.